# Румегу (Канталь)
Румегу́ (фр. и окс. Roumégoux) — коммуна во Франции, находится в регионе Овернь. Департамент — Канталь. Входит в состав кантона Сен-Маме-ла-Сальвета. Округ коммуны — Орийак.
Код INSEE коммуны — 15166.
Коммуна расположена приблизительно в 450 км к югу от Парижа, в 125 км юго-западнее Клермон-Феррана, в 21 км к западу от Орийака.

## Население
Население коммуны на 2008 год составляло 238 человек.
| 1962 | 1968 | 1975 | 1982 | 1990 | 1999 | 2008 |
| ---- | ---- | ---- | ---- | ---- | ---- | ---- |
| 228  | 283  | 229  | 211  | 197  | 214  | 238  |

## Экономика
В 2007 году среди 140 человек в трудоспособном возрасте (15—64 лет) 105 были экономически активными, 35 — неактивными (показатель активности — 75,0 %, в 1999 году было 73,3 %). Из 105 активных работали 100 человек (58 мужчин и 42 женщины), безработными были 5 женщин. Среди 35 неактивных 7 человек были учениками или студентами, 17 — пенсионерами, 11 были неактивными по другим причинам.

## Фотогалерея

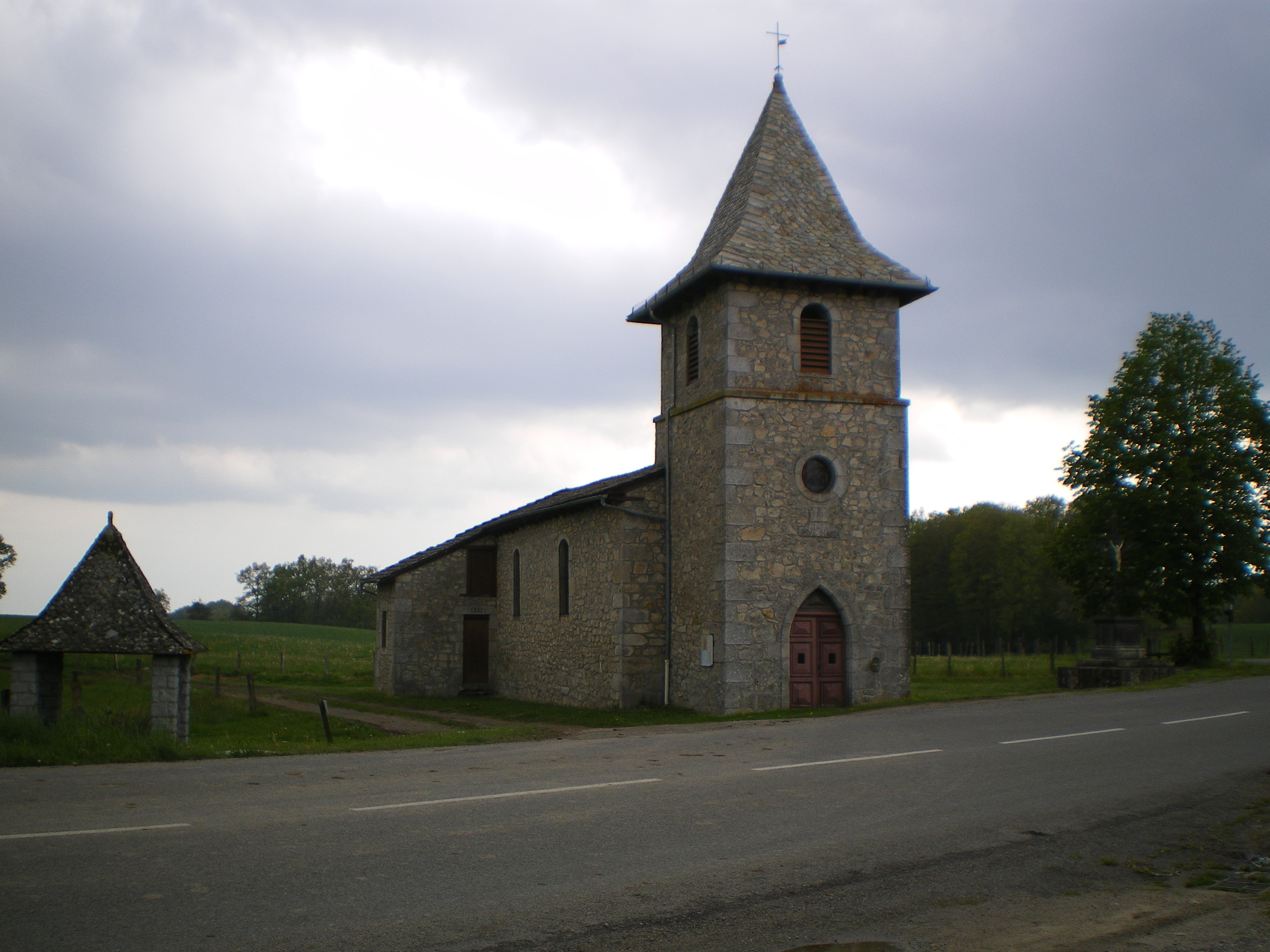
Часовня Бурнью
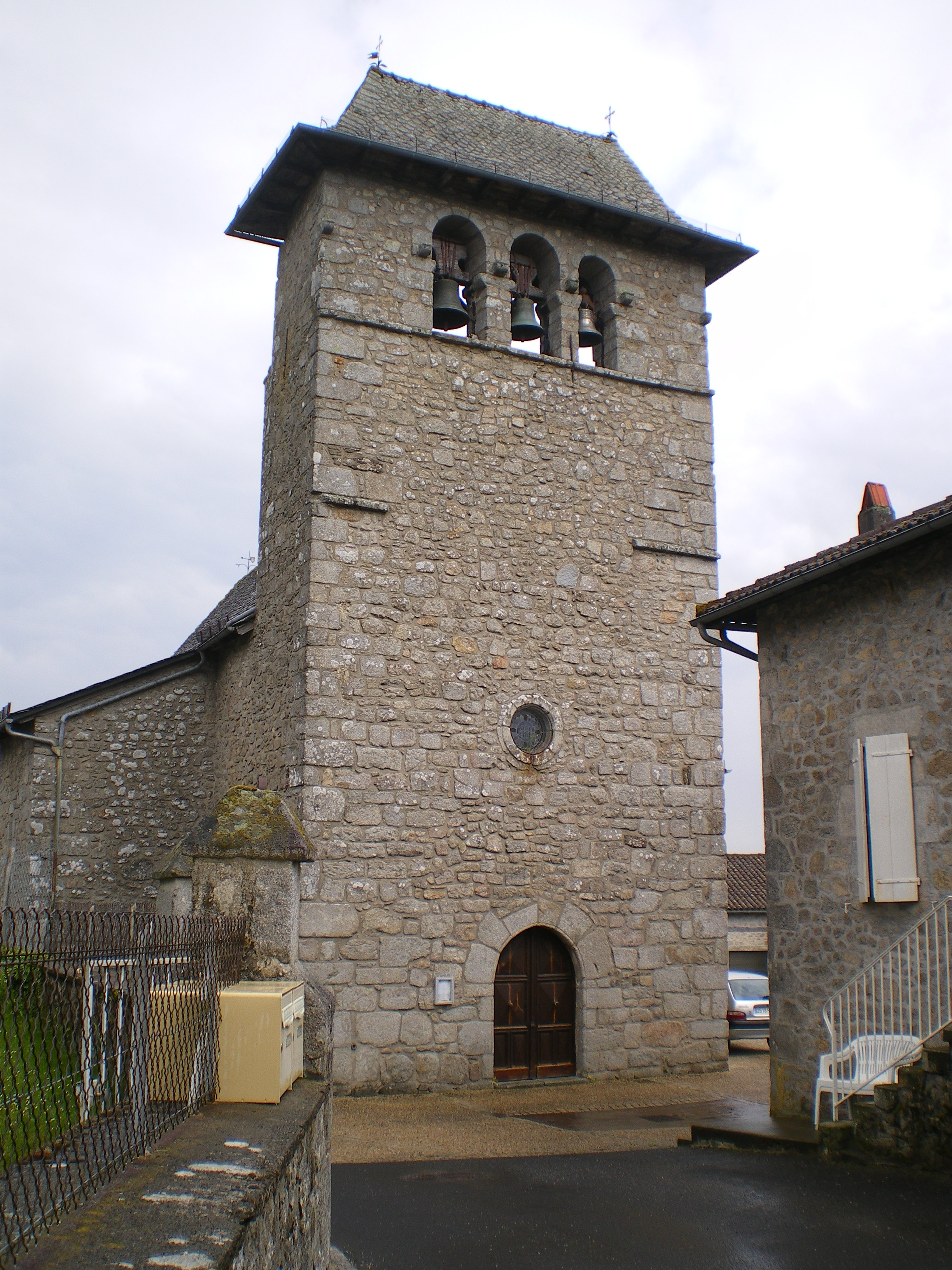
Церковь
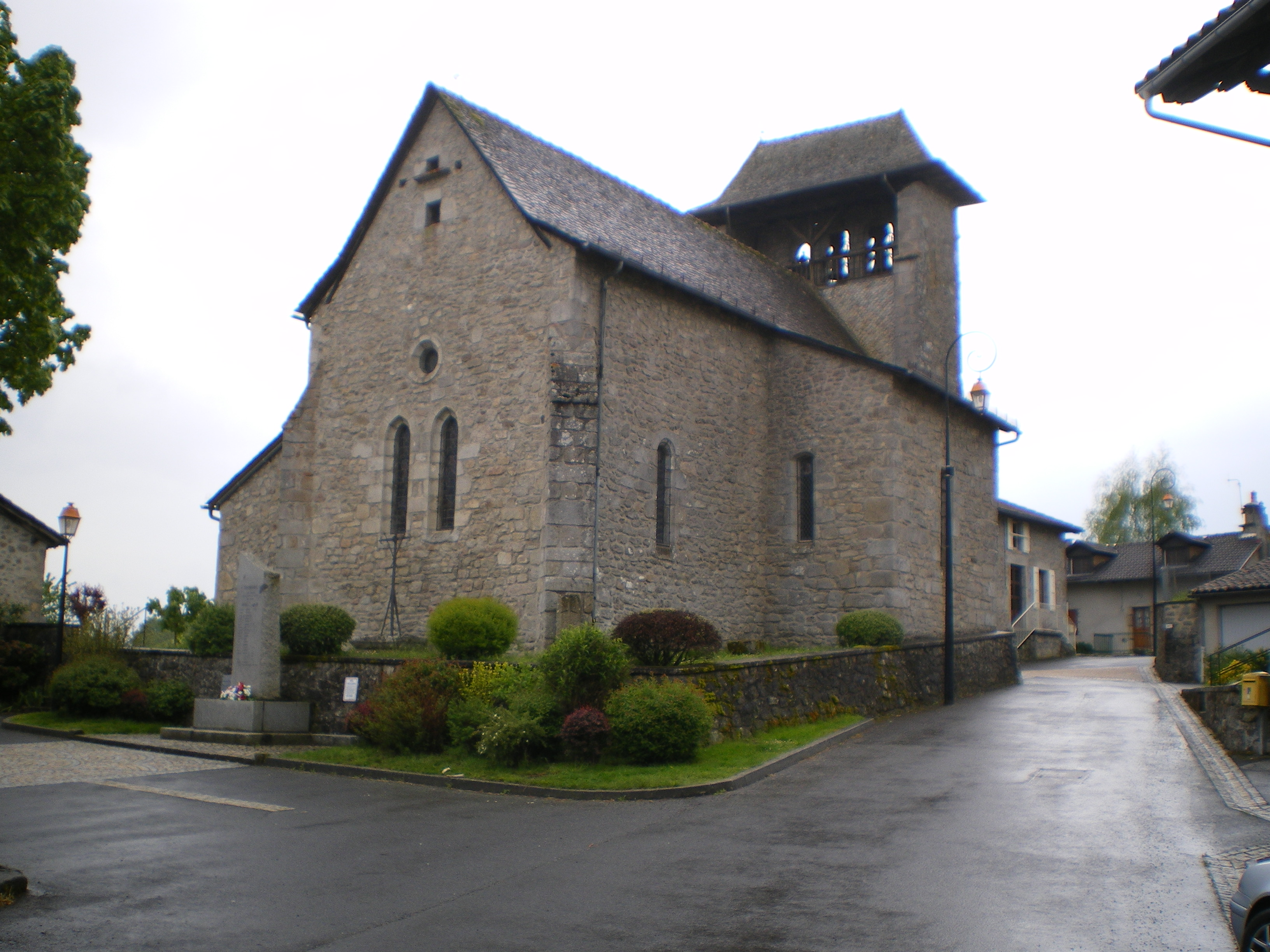
Церковь